# Curdi
I curdi (in curdo کورد‎, Kurd) sono un gruppo etnico iranico originario del Medio Oriente. Le regioni a maggioranza curda sono anche note come Kurdistan, e comprendono gran parte della Turchia sud-orientale, l'Iran nord-occidentale, l'Iraq settentrionale e la Siria settentrionale. Significative comunità curde sono concentrate anche in Anatolia, nel Khorasan e in Caucaso. A partire dal XX secolo un vasto numero di curdi si è stabilito nelle principali città della Turchia occidentale (in particolare a Istanbul), nonché in Europa occidentale, principalmente in Germania. I curdi sono principalmente di lingua curda e zazaki, queste appartenenti al ramo delle lingue iraniche occidentali della famiglia indoeuropea. I curdi sono per la grande maggioranza musulmani sunniti sciafeiti, mentre vi sono cospicue minoranze sciite duodecimane, alevite, Ahl-e Haqq e yazidi.
In seguito alla prima guerra mondiale e alla sconfitta dell'Impero ottomano, gli Alleati avevano previsto uno stato curdo nel trattato di Sèvres del 1920. Tuttavia questa promessa fu annullata tre anni dopo, quando il trattato di Losanna del 1923 fissò i confini della moderna Turchia e non previde tale disposizione, lasciando ai curdi lo status di minoranza nei rispettivi paesi. Questo fatto ha portato a numerose rivendicazioni nazionaliste sfociate in varie ribellioni e attività di guerriglia e in seguito anche a sistematici genocidi (in particolare in Iraq).

## Storia

### Antichità
La "terra di Karda" è menzionata su una tavoletta d'argilla sumera del III millennio a.C.. Questa terra era abitata dal "popolo di Su" che viveva nelle regioni meridionali del lago di Van. Altre tavolette d'argilla sumeriche si riferiscono al popolo che viveva nella "terra di Karda" come ai "Qarduchi" e ai "Qurti". "Karda"/"Qardu" è etimologicamente legato al termine assiro Urartu e a quello ebraico Ararat. Tuttavia, alcuni studiosi moderni non credono che i Qarduchi siano collegati ai Curdi.
I "Qarti" o "Qartas", originariamente insediati sulle montagne a nord della Mesopotamia, sono considerati un probabile antenato dei Curdi. Alla fine del III millennio a.C. gli Accadi furono attaccati da nomadi che passavano per il territorio dei Qartas e li distinsero come Gutei, parlanti una lingua isolata pre-iranica. Conquistarono la Mesopotamia nel 2150 a.C. e governarono con 21 re fino a quando furono sconfitti dal re sumero Utu-hengal.
Molti curdi si considerano discendenti dei Medi e utilizzano persino un calendario che risale al 612 a.C., quando la capitale assira di Ninive fu conquistata dai Medi. La pretesa discendenza dai Medi si riflette nelle parole dell'inno nazionale curdo: "Siamo figli dei Medi e di Kai Khosrow". Tuttavia, alcuni studiosi contestano la relazione della lingua meda con il curdo.
Dal punto di vista genetico i curdi sono più affini, dal punto di vista matrilineare, agli europei e agli anatolici. Mentre osservando il Cromosoma Y essi sono più legati agli agricoltori mediorientali pre-indoeuropei e ai popoli dei caucaso meridionale, evidenziando la presenza dominante degli aplogruppi J2 e R1b. Questo va in antitesi con la teoria di un'origine meda.
Le lingue curde, ciononostante, formano un sottogruppo delle lingue iraniche nord-occidentali come il medo. Alcuni ricercatori considerano i Kardouchoi indipendenti come gli antenati dei curdi, mentre altri preferiscono i cirtici. Il termine curdo, tuttavia, si incontra per la prima volta nelle fonti arabe del VII secolo. I libri della prima epoca islamica, compresi quelli che contengono leggende come lo Shahnameh e il medio persiano Kar-Namag i Ardashir i Pabagan, e altre fonti islamiche precoci forniscono una prima attestazione del nome curdo. I curdi hanno origini etnicamente diverse.
Durante l'epoca sasanide, nel Kar-Namag i Ardashir i Pabagan, una breve opera in prosa scritta in medio persiano, Ardashir I viene raffigurato mentre combatte contro i curdi e il loro capo, Madig. Dopo aver subito una pesante sconfitta, Ardashir I riuscì a sottomettere i Curdi.
Analogamente, nel 360, il re sasanide Sapore II marciò nella provincia romana di Zabdicene per conquistare la sua città principale, Bezabde, l'attuale Cizre. La trovò pesantemente fortificata e sorvegliata da tre legioni e da un nutrito corpo di arcieri curdi. Dopo un lungo e combattuto assedio, Sapore II fece breccia nelle mura, conquistò la città e massacrò tutti i suoi difensori. In seguito fece riparare, rifornire e presidiare con le sue truppe migliori la città, che si trovava in una posizione strategica.

### Medioevo

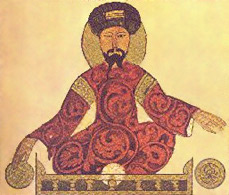
Saladino

Nel VII secolo, gli eserciti del califfo Umar ibn al-Chattab conquistarono i territori curdi e i curdi si convertirono all'Islam. Tra il X e il XIII secolo, sotto il dominio islamico, i curdi fondarono diverse dinastie come i Marwanidi, i Rawadidi, gli Hasanwayhidi, gli Shaddadidi e gli Ayyubidi. I Marwanidi vivevano nel Kurdistan settentrionale e occidentale, con residenza invernale a Diyarbakır ed estiva a Farqin (Silvan), i Rawadidi in Azerbaigian, all'epoca a maggioranza curda, con capitale a Tabriz, gli Hasanwayhidi nel Kurdistan orientale, cioè a nord-est di Kermānschāh, e gli Shaddadidi fuori dal Kurdistan, in Transcaucasia, sul territorio delle attuali Armenia e Azerbaigian. Negli anni dal 1750 al 1789, Karim Khan, a cui alcuni attribuiscono un'origine curda, governò su tutto l'Iran. Altre dinastie curde furono gli Hazaraspidi (1148-1424) e gli Annazidi (dal 991 alla fine del XII secolo).
Nel XII secolo, Saladino, che apparteneva al ramo di Rawendi della tribù degli Hadabani, fondò la dinastia ayyubide di Siria. Questo impero si estendeva su parti del Kurdistan, dell'Egitto e dello Yemen. Tuttavia, l'Impero ayyubide non era affatto un impero curdo; anzi, molti dei suoi abitanti erano arabi o appartenevano ad altri popoli. Molto probabilmente si trattava di un impero islamico, poiché i suoi abitanti si definivano musulmani e non arabi o curdi.
Un importante punto di svolta nella storia curda fu la battaglia di Cialdiran del 1514 tra Ottomani e Safavidi, in cui i curdi a maggioranza sunnita si allearono con gli Ottomani. Gli Ottomani si assicurarono il sostegno dei principi curdi locali offrendo di convertire i loro possedimenti in principati ereditari. Questi domini curdi (Kürt Hükümetleri) non dovevano pagare tributi o fornire soldati al governo centrale ottomano. Inoltre, c'erano i sangiacchi curdi, i cui governatori erano nominati per via ereditaria, ma che tuttavia pagavano le tasse e fornivano soldati come tutti i sangiacchi. Questo non era comune nell'Impero Ottomano. Normalmente, le terre venivano distribuite a vita solo ai soldati meritevoli di guerra.

### Età moderna
Lo scià Ismail I fu sconfitto dal sultano Selim I. In seguito, quasi tutta l'Anatolia orientale passò sotto il dominio ottomano. Mentre si dirigeva verso l'Anatolia orientale, il Sultano fece giustiziare circa 40.000 aleviti nei pressi di Sivas per impedire la collaborazione con i Safavidi. Nel 1596, Şerefhan, principe di Bitlis, scrisse l'opera storica Sherefname (Magnificenza), la prima panoramica completa della storia curda. In esso vengono raccontati gli eventi dei principati curdi fino alla fine del XVI secolo. Importanti principati curdi nell'Impero ottomano erano il Baban con sede a Sulaymaniyya, il principato di Soran, lo Shembo a Hakkâri, il Badinan con sede ad Amediye, l'Azizan a Botan e il principato di Bitlis. Nell'Impero persiano, la più importante era quella dell'Ardalan.
Al comando dei turchi, miliziani curdi parteciparono attivamente al massacro di migliaia di giovani armeni durante il genocidio armeno. Con il Trattato di Losanna, il Kurdistan fu diviso tra i quattro Stati di Iran, Iraq, Turchia e Siria dagli Alleati e dalla Turchia alla dissoluzione dell'Impero Ottomano. La parte più consistente è andata alla Turchia. In questo modo, più della metà dei curdi divenne cittadino della nuova Repubblica turca.

## Lingua
La lingua curda appartiene al sottogruppo nord-occidentale delle lingue iraniche, le quali a loro volta appartengono alle Lingue indoarie, una branca della famiglia delle indoeuropee. Essa detiene lo status ufficiale di lingua nazionale in Iraq, accanto all'arabo; è riconosciuta come lingua regionale in Iran e come lingua minoritaria in Armenia.
L'arabo, il persiano e il turco rappresentano le lingue più conosciute nelle regioni curde, a fianco del curdo.
Il curdo è parlato in tre principali varianti: il pehlewani, il kurmanji e il sorani (che in Iraq riveste il ruolo di lingua ufficiale).
Le lingue appartenenti al ceppo zaza-gorani non sono linguisticamente appartenenti al continuum curdo.
Secondo Mackenzie, sono poche le caratteristiche linguistiche comuni a tutti i dialetti curdi che non si trovino allo stesso tempo in altre lingue iraniche.
Commentando le differenze tra i dialetti del curdo, Kreyenbroek chiarisce che in qualche modo kurmanji e sorani sono diversi l'uno dall'altro quanto l'inglese dal tedesco, dando l'esempio che kurmanji ha genere grammaticale e finali del caso, a differenza del sorani, e osservando che riferirsi a sorani e kurmanji come "dialetti" di una lingua è supportato solo dalla "loro origine comune (...) e dal fatto che questo uso riflette il senso di identità etnica e unità dei curdi".

## Religione
La religione più diffusa tra i curdi è l'islam sunnita, praticato nella forma sciafeita; lo sciafeismo distingue i curdi dai vicini arabi e turchi, legati al hanafismo. Parte dei curdi in Iran pratica l'islam sciita. In Turchia, parte della comunità zaza aderisce alla dottrina alevita. Molto diffusi tra i curdi sono il sufismo e le confraternite islamiche, in particolare la Qadiriyya e la Naqshbandiyya. Le regioni curde sono tendenzialmente religiose e tradizionaliste e l'islam riveste un ruolo fondamentale dal punto di vista identitario, sociale e culturale. Il contributo di vari teologi curdi, tra i quali Said Nursi, ha giocato un ruolo fondamentale nella formazione del modernismo islamico. Culti sincretici di derivazione islamica diffusi nelle regioni curde sono lo yazidismo, concentrato principalmente in Sinjar, nella piana di Ninive e in Armenia, e l'Ahl-e Haqq, diffuso tra Iran e Iraq. Vi è poi nel Kurdistan iracheno una comunità di convertiti allo zoroastrismo.

## Demografia e distribuzione

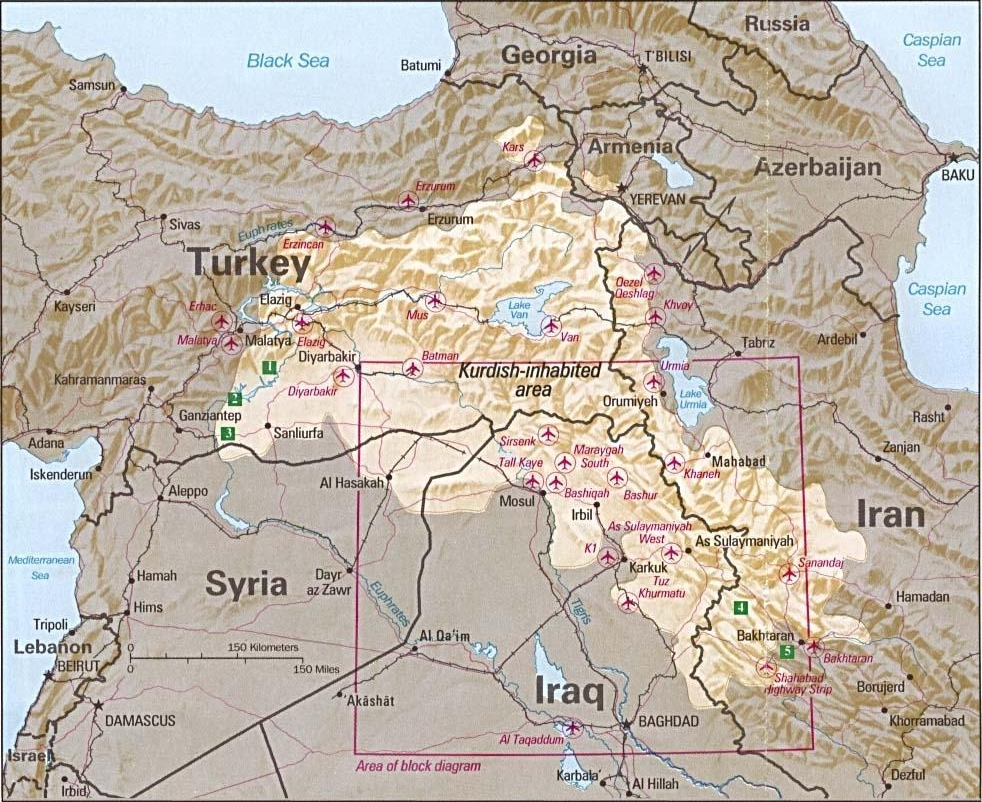
Il Kurdistan in un'immagine della CIA del 1992.

I curdi rappresentano il quarto gruppo etnico più grande del Medio Oriente dopo arabi, persiani e turchi. Il numero di curdi che vivono in Medio Oriente è stimato in quasi 30 milioni, ai quali si aggiungono i curdi che vivono in Europa. I curdi comprendono dal 18% al 20% della popolazione in Turchia, probabilmente fino al 25%; 15-20% in Iraq; 10% in Iran; il 9% in Siria e l'1,3% in Armenia. In tutti questi Paesi, con l'eccezione dell'Iran, i curdi formano il secondo maggiore gruppo etnico. Il numero totale di curdi nel 1991 è stato stimato in 22,5 milioni, con il 48% di essi che vive in Turchia, il 18% in Iraq, il 24% in Iran e il 4% in Siria. L'emigrazione nel corso degli ultimi decenni ha portato ad una popolazione di quasi 1,5 milioni di curdi nei paesi occidentali, di cui circa la metà in Germania. Un caso speciale sono le popolazioni curde in Transcaucasia e in Asia centrale, sfollate lì soprattutto al tempo dell'Impero russo, che hanno subito sviluppi indipendenti per più di un secolo e hanno sviluppato un'identità etnica a sé stante. La popolazione di questi gruppi è stata stimata in quasi 400.000 nel 1990.

### Turchia
Secondo il CIA factbook, i curdi formerebbero approssimativamente il 18,3% della popolazione della Turchia (circa 14 milioni) nel 2008. La stima non comprende il popolo zaza che è generalmente considerato curdo. Fonti curde invece sostengono che in Turchia ci siano fino a 25 milioni di curdi. Nel 1980, l'Ethnologue stimò che il numero di persone che parlavano la lingua curda in Turchia era di circa 5 milioni, all'epoca la popolazione del paese si aggirava sui 44 milioni. Durante gli anni '30 e gli anni '40 del XX secolo, il governo mascherò statisticamente la presenza dei curdi categorizzandoli come "turchi di montagna". Questa classificazione fu sostituita dal nuovo eufemismo "turchi orientali" dal 1980.
A partire dal XX secolo la maggior parte dei curdi di Turchia si è stabilita al di fuori dei territori tradizionalmente curdi, emigrando in massa verso le città della Turchia occidentale, principalmente verso Istanbul, Ankara, Adana e Izmir.

### Iran
A partire dal secondo dopoguerra e dalla proclamazione dell'effimera Repubblica di Mahabad, lo scià Reza Pahlavi dovette a lungo confrontarsi con la guerriglia dei curdi, guidati dalla famiglia Barzani, in particolare dallo sceicco Mustafa Barzani. Tale fenomeno durò fino al 1974, quando gli iracheni si riappacificarono (temporaneamente e apparentemente) con gli iraniani e ritirarono l'appoggio al leader della guerriglia.

### Iraq
I curdi costituiscono circa un quinto della popolazione dell'Iraq. Essi si trovano in maggioranza nelle tre province dell'Iraq settentrionale che vanno a formare nell'insieme il Kurdistan iracheno. Vaste comunità curde sono concentrate a Baghdad, Kirkuk, Khanaqin, Mosul e in varie città dell'Iraq meridionale. Il regime ba'thista di Saddam Hussein ha esercitato ampie repressioni nei confronti della minoranza curda, attraverso deportazioni, bombardamenti, attacchi chimici e migliaia di arresti e di esecuzioni, in quello che divenne noto come genocidio dell'Anfal. Negli anni 1990 le forze politiche curde hanno costituito la Regione del Kurdistan.

### Siria
I curdi costituiscono un decimo della popolazione della Siria e rappresentano il secondo gruppo etnico del paese. Sono concentrati prevalentemente nelle regioni settentrionali, in Giazira, attorno a Kobanê e ad Afrin. Vaste comunità curde si sono stabilite a Damasco, nel quartiere di Rukneddine, e ad Aleppo dove si sono profondamente arabizzate. Una vasta proporzione dei curdi siriani è apolide. A partire dallo scoppio della guerra civile siriana, la maggior parte delle regioni a maggioranza curda in Siria sono state inglobate nell'Amministrazione autonoma della Siria del Nord-Est.

### Armenia
Fra gli anni trenta e gli ottanta del Novecento, l'Armenia faceva parte dell'Unione Sovietica, nella quale i curdi, come gli altri, erano riconosciuti con lo status di minoranza protetta. Ai curdi armeni fu permesso di avere un loro giornale sponsorizzato dallo stato e una radio che trasmetteva gli eventi culturali. Durante il conflitto in Nagorno Karabakh, molti curdi che non erano yazidi furono costretti a lasciare le loro case. Con la fine dell'Unione Sovietica, i curdi dell'Armenia furono spogliati di tutti i loro diritti culturali e la maggior parte di loro fuggì dalla Russia all'Europa Occidentale.

### Azerbaigian
Negli anni '20, le due aree abitate dai curdi di Jewanshir (capitale K'arvač̣aṙ) e l'orientale Zangazur (capitale Lachin) furono combinate per formare il "Kurdistan Rosso", ossia l'Uezd del Kurdistan (7 luglio 1923-8 aprile 1929) seguito dall'Okrug del Kurdistan (30 maggio 1930-23 luglio 1930).
Il periodo di esistenza di un'unità amministrativa curda fu breve e non andò oltre il 1930.
I curdi affrontarono di conseguenza molte misure repressive, comprese le deportazioni.
Come conseguenza del conflitto in Nagorno Karabakh, molte aree curde furono distrutte e più di 5.000 curdi furono deportati nel 1988.

### Afghanistan
Una presenza curda, esplicitamente definita con tale termine, proveniente dal vicino Khorasan, dove il Safavide Scià Abbas esiliò migliaia di curdi, vive nelle terre afgane sin dal XVI secolo. Molti di quelli che furono esiliati si stabilirono definitivamente in Afghanistan, prendendo residenza a Herat e nelle altre città dell'Afghanistan occidentale. Alcuni curdi ricoprono alte posizioni di governo all'interno dell'Afganistan, come Ali Mardan Khan che fu nominato governatore di Kabul nel 1641. I curdi affiancarono gli afghani durante le loro guerre contro l'impero di Safavidi, e nei conflitti seguenti con gli altri poteri regionali. Il numero dei curdi attualmente presenti in Afganistan è difficile da calcolare, nonostante sia noto che si aggiri approssimativamente intorno ai 200.000. Rimane non chiarito fino a che punto la minoranza curda in Afganistan abbia mantenuto il linguaggio curdo.

### Emigrazione
Le regioni curde sono state caratterizzate da una vasta emigrazione, principalmente verso i grandi centri urbani. Numerose comunità curde in Turchia si sono stabilite a Istanbul, Ankara, Adana e Izmir. In Iran molti curdi si sono stabiliti a Teheran, Abadan, Ahvaz e Tabriz, mentre in Iraq le destinazioni principali sono state Baghdad e Kirkuk. A partire dal XX secolo vi è stata una vasta emigrazione verso paesi esteri, principalmente verso paesi del golfo, Libano, Germania, Austria, Francia, Svezia, Australia e Stati Uniti d'America.